# Kamienica przy ulicy Długiej 76 w Krakowie
Kamienica przy ulicy Długiej 76 – zabytkowa kamienica znajdująca się w Krakowie, w dzielnicy I przy ulicy Długiej, na Kleparzu.
Kamienica została wzniesiona w 1905 roku według projektu architekta Władysława Warczewskiego.
14 listopada 1988 budynek został wpisant do rejestru zabytków. Znajduje się także w gminnej ewidencji zabytków.